# Andy McCulloch
Andy McCulloch (ur. 19 listopada 1945 w Bournemouth w hrabstwie Dorset w Anglii) – perkusista brytyjski, znany między innymi z zespołu King Crimson, z którym nagrał płytę Lizard.
McCulloch współpracował z wieloma zespołami i artystami, w tym: Fields, Greenslade, Manfred Mann, Anthony Phillips i King Crimson. Po okresie gry w Manfred Mann, na początku lat 70. XX w. zastąpił Michaela Gilesa na perkusji w King Crimson. Nigdy jednak nie wystąpił z zespołem na scenie. W latach 1972–1975 grał w zespole Greenslade. W 1980 roku pojawił się albumie Anthony’ego Phillipsa. W późniejszych latach opuścił przemysł muzyczny i zajął się żeglarstwem.